# Ton Haas
Antonius Gijsbertus Everardus (Ton) Haas (Utrecht, 27 november 1954) is een Nederlands interieurontwerper en keramist.

## Leven en werk
Haas studeerde aan de Hogeschool voor de Kunsten in Arnhem onder Gijs Bakker, en later aan de Kingston Polytechnic in London.
Samen met Hans Ebbing en Paul Schudel vormde Haas met enkele anderen in 1978 de Vormgeversassociatie, een multidisciplinair ontwerpbureau voor grafische vormgeving, productontwikkeling, industrieel ontwerp en meubelontwerp. De associatie ontwikkelde interieuraccessoires onder de merknaam Skizo, en later onder de naam Designum.
In 1987 richtte hij het Landmark Design & Consult ontwerpbureau op, die onder andere de stoelen ontwierp voor de nieuwe Rotterdamse Schouwburg. Verder ontwierp hij rond die tijd producten voor de Koninklijke Tichelaar Makkum en voor Artifort.  
Op de KunstRai van 1989 waren voor het eerst ook galerie van toegepaste kunst te zien en presenteerde Ton Haas in samenwerking met Ed Annink een kleine tentoonstelling van meubels en design. Samen met Erwin Slegers en Ewoud van Rijn exposeerde hij in 1995 ook bij Galerie Ecce in Rotterdam. In die tijd was Haas regelmatig jurylid bij de Nederlandse Meubelprijzen.